# Letkés
Letkés là một thị trấn thuộc hạt Pest, Hungary. Thị trấn này có diện tích 24,55 km², dân số năm 2010 là 1157 người, mật độ 47 người/km².